# Mitsubishi Space Star (1998)
 For alternative betydninger, se Mitsubishi Space Star. (Se også artikler, som begynder med Mitsubishi Space Star)
Mitsubishi Space Star (type DG) er en mini-MPV fremstillet af den japanske bilfabrikant Mitsubishi Motors mellem midten af 1998 og slutningen af 2004.

## Generelt
Space Star deler platform med Mitsubishi Carisma og Volvo S40/V40. Da alle tre modeller kun var tiltænkt det europæiske marked, blev de også bygget i Europa. Det foregik hos NedCar i Born, Holland.
Produktionen begyndte i juni 1998.
Basismodellen er udstyret med en 1,3-liters benzinmotor med en maksimal effekt på 60/63 kW (82/86 hk). De større benzinmotorer er fra maj 2001 en 1,6-litersmotor med 72 kW (98 hk) og fra starten en 1,8-liters GDI-motor med 90 kW (122 hk), som i forbindelse med faceliftet i 2002 blev afløst af en konventionel 1,8-litersmotor med 82 kW (112 hk). I 2001 kom der også en 1,9-liters commonrail-dieselmotor leveret af Renault, i to versioner med 75 kW (102 hk) og 85 kW (115 hk).

### Facelifts
I løbet af sin seksårige byggeperiode blev Space Star faceliftet to gange.
Ved det første facelift, som fandt sted i starten af 2001, fik Space Star klare forlygter, indfarvede kofangere og stødlister.
- Mitsubishi Space Star
(2001−2002)
- Bagfra

Et yderligere facelift fandt sted i efteråret 2002 med modificeret front og bagende.
- Mitsubishi Space Star
(2002–2004)
- Bagfra

Produktionen af Space Star blev indstillet i december 2004. Der er indtil videre ikke blevet introduceret nogen afløser.

## Sikkerhed
Space Star blev i 2001 crashtestet af Euro NCAP, med et resultat på tre stjerner for passagersikkerhed og to stjerner for fodgængersikkerhed.
Det svenske forsikringsselskab Folksam vurderer flere forskellige bilmodeller ud fra oplysninger fra virkelige ulykker, hvorved risikoen for død eller invaliditet i tilfælde af en ulykke måles. I rapporterne Hur säker är bilen? er/var Space Star klassificeret som følger:
- 2007: Som middelbilen[7]
- 2011: Som middelbilen[8]
- 2013: Mindst 20 % bedre end middelbilen[9]
- 2017: Som middelbilen[10]

## Tekniske data
|                                                | 1.3                           | 1.3                 | 1.6                             | 1.8                             | 1.8 GDI                         | 1.9 DI-D                  | 1.9 DI-D HP               |
| Byggeår                                        | 6/1998–8/2000; 1/2004–12/2004 | 9/2000–1/2004       | 5/2001–12/2004                  | 10/2002–12/2004                 | 6/1998–9/2002                   | 2/2001–12/2004            | 10/2002–12/2004           |
| Motordata                                      |                               |                     |                                 |                                 |                                 |                           |                           |
| Motorfabrikat                                  | Mitsubishi                    | Mitsubishi          | Mitsubishi                      | Mitsubishi                      | Mitsubishi                      | Renault                   | Renault                   |
| Motorkode                                      | 4G13                          | 4G13                | 4G18                            | 4G93                            | 4G93                            | F9Q1                      | F9Q2                      |
| Motortype                                      | R4-benzinmotor                | R4-benzinmotor      | R4-benzinmotor                  | R4-benzinmotor                  | R4-benzinmotor                  | R4-dieselmotor            | R4-dieselmotor            |
| Antal ventiler pr. cylinder                    | 4                             | 4                   | 4                               | 4                               | 4                               | 2                         | 2                         |
| Ventilstyring                                  | OHC, tandrem                  | OHC, tandrem        | OHC, tandrem                    | OHC, tandrem                    | DOHC, tandrem                   | OHC, tandrem              | OHC, tandrem              |
| Fødesystem                                     | Multipoint                    | Multipoint          | Multipoint                      | Multipoint                      | Direkte                         | Commonrail                | Commonrail                |
| Trykladning                                    | –                             | –                   | –                               | –                               | –                               | Turbolader, ladeluftkøler | Turbolader, ladeluftkøler |
| Køling                                         | Vandkøling                    | Vandkøling          | Vandkøling                      | Vandkøling                      | Vandkøling                      | Vandkøling                | Vandkøling                |
| Boring × slaglængde                            | 71,0 × 82,0 mm                | 71,0 × 82,0 mm      | 76,0 × 87,3 mm                  | 81,0 × 89,0 mm                  | 81,0 × 89,0 mm                  | 80,0 × 93,0 mm            | 80,0 × 93,0 mm            |
| Slagvolume                                     | 1299 cm³                      | 1299 cm³            | 1584 cm³                        | 1834 cm³                        | 1834 cm³                        | 1870 cm³                  | 1870 cm³                  |
| Kompressionsforhold                            | 10,0:1                        | 10,0:1              | 10,0:1                          | 10,0:1                          | 12,0:1                          | 18,3:1                    | 19,0:1                    |
| Maks. effekt ved omdr./min.                    | 63 kW (86 hk) 6000            | 60 kW (82 hk) 5000  | 72 kW (98 hk) 5000              | 82 kW (112 hk) 5500             | 90 kW (122 hk) 5500             | 75 kW (102 hk) 4000       | 85 kW (115 hk) 4000       |
| Maks. drejningsmoment ved omdr./min.           | 117 Nm 3000                   | 120 Nm 4000         | 150 Nm 4000                     | 157 Nm 4000                     | 174 Nm 3750                     | 215 Nm 1700               | 265 Nm 1800               |
| Kraftoverførsel                                |                               |                     |                                 |                                 |                                 |                           |                           |
| Drivende hjul                                  | Forhjul                       | Forhjul             | Forhjul                         | Forhjul                         | Forhjul                         | Forhjul                   | Forhjul                   |
| Gearkasse (standardudstyr)                     | 5-trins manuel                | 5-trins manuel      | 5-trins manuel                  | 5-trins manuel                  | 5-trins manuel                  | 5-trins manuel            | 5-trins manuel            |
| Gearkasse (ekstraudstyr)                       | –                             | –                   | 4-trins automatisk              | 4-trins automatisk              | 4-trins automatisk              | –                         | –                         |
| Præstationer                                   |                               |                     |                                 |                                 |                                 |                           |                           |
| Topfart                                        | 170 km/t                      | 170 km/t            | 180 km/t (171 km/t)             | 185 km/t (180 km/t)             | 190 km/t (185 km/t)             | 185 km/t                  | 190 km/t                  |
| Acceleration 0-100 km/t                        | 13,4 sek.                     | 14,2 sek.           | 12,0 sek. (14,5 sek.)           | 11,3 sek. (13,4 sek.)           | 10,4 sek. (12,4 sek.)           | 12,0 sek.                 | 10,5 sek.                 |
| Brændstofforbrug pr. 100 km ved blandet kørsel |                               | 6,8 liter Blyfri 95 | 7,2 liter (8,2 liter) Blyfri 95 | 7,5 liter (8,5 liter) Blyfri 95 | 7,3 liter (8,3 liter) Blyfri 95 | 5,5 liter Diesel          | 5,5 liter Diesel          |
| Bemærkninger                                   |                               |                     |                                 |                                 |                                 |                           |                           |
|                                                |                               |                     |                                 |                                 | Ikke egnet til E10-brændstof    |                           |                           |

1. ↑  Værdier i parentes gælder for versioner med automatgear

## Produktion og salg
| År   | Antal produceret | Antal solgt |
| ---- | ---------------- | ----------- |
| 1998 | 13.645           | ?           |
| 1999 | 58.871           | ?           |
| 2000 | 30.116           | 38.164      |
| 2001 | 44.908           | 42.987      |
| 2002 | 46.824           | 44.957      |
| 2003 | 57.090           | 42.392      |
| 2004 | 24.315           | 30.584      |
| 2005 | -                | 10.193      |
| 2006 | -                | 612         |

Kilder: 

## Genintroduktion af navnet
Den sjette generation af Mitsubishi Mirage, som kom på markedet i 2012, sælges i Europa under Space Star-navnet. Modellen er en minibil med femdørs hatchbackkarrosseri, drevet af en trecylindret benzinmotor.